# Ирх-Сирмы
Ирх-Сирмы́ (чув. Йӗрӗхҫырми) — деревня в Канашском районе Чувашской Республики. Входит в состав Кошноруйского сельского поселения.

## География
Находится в центральной части Чувашии, на расстоянии приблизительно 19 км по прямой на север от районного центра города Канаш на левом берегу реки Малый Цивиль.

## История
Известна с 1859 года как околоток села Шигали из 16 дворов и 95 жителей. В 1897 году было 149 жителей, в 1926 — 25 дворов и 131 житель, в 1939—135 жителей, в 1979 — 65. В 2002 году было 23 двора, в 2010 — 23 домохозяйства. В 1930 был образован колхоз «Броневик», в 2010 году действовало ООО «Восход».

## Население
Постоянное население составляло 64 человека (чуваши 98 %) в 2002 году, 65 в 2010.